# Rimorchiate SFV gruppi 080 e 100
Le rimorchiate gruppo 080 e 100 della SFV di Roma sono state due gruppi rispettivamente di sei e dieci carrozze rimorchiate ad allestimento urbano costruite per la ferrovia Roma-Fiuggi-Alatri-Frosinone.

## Storia
A partire dal 1936, quando Mussolini annuncia la grande esposizione per il ventennale della marcia su Roma, la costruzione della linea ferroviaria di collegamento con la stazione Termini e la totale ricostruzione di quest'ultima, la SFV, controllata dall'IRI fin dal 1933, decide di mettere mano a un piano di ammodernamento della tratta urbana di Roma, esercitata sulla relazione Termini-Centocelle e andata incontro ad una crescita esponenziale della domanda. Poiché il piano della nuova stazione centrale prevede la demolizione della piccola stazione della SFV in viale Principe di Piemonte la prima proposta, formalizzata nel 1937, prevede l'interramento del percorso ferroviario da ponte Casilino con una galleria che deve sottopassare Porta Maggiore e raggiungere una nuova stazione sotterranea affiancata a quella della ferrovia per l'esposizione. A tale scopo la SFV prende i relativi accordi con la Società Italiana per le strade ferrate del Mediterraneo, cui il governo ha affidato l'esecuzione delle opere civili di quella che, nel frattempo, è stata "battezzata" Ferrovia E.42. Nell'attesa che la Mediterranea elabori i relativi progetti, mentre ha già iniziato i lavori dell'altra linea, diverse pressioni di natura politica mettono seriamente a rischio la tratta Centocelle-Termini delle Vicinali, cui si tenta di fare concorrenza addirittura con una linea autobus dell'ATAG. Nella vicenda interviene però Mussolini con la decisione di trasferire le officine Breda di via Flaminia in un grande appezzamento di terreno nella zona di Grotte Celoni, dove la società avrebbe impiantato la sezione VII (produzione armi). La necessità di trasportare a regime un gran numero di operai per l'effettuazione di tre turni giornalieri eccede le possibilità della linea ferroviaria, a doppio binario solo fino a Centocelle, e al piano di interramento viene abbinato quello del raddoppio del binario fino alla locale stazione con l'acquisto di nuovo materiale rotabile urbano. Per quest'ultimo programma sono promulgate le leggi "30 maggio 1940 n. 681" e "20 febbraio 1940 n. 151" che stanziano complessivamente dieci milioni di lire; la fornitura di rotabili finanziata dallo Stato prevede l'acquisto di due elettromotrici bidirezionali a quattro motori e dieci rimorchiate, due delle quali pilota (ovvero con posto di condotta su ambo le testate) per la formazione di due treni a quattro elementi con porte a quattro antine elettropneumatiche (M+R+R+Rp). Da parte sua la SFV nel 1940 ordina a proprie spese due elettromotrici analoghe a quelle finanziate dallo Stato e un totale di sedici vetture rimorchiate. Mentre queste ultime entrano in servizio nel biennio 1940-1941 la costruzione del rimanente materiale rimane sulla carta a causa della guerra e dà in seguito origine ai bloccati extraurbani del 1950.

## Meccanica
- Gruppo 081-086

Un treno urbano con due motrici 200 e rimorchiata gruppo 080.

Un treno urbano con motrice 430 e rimorchiate gruppo 100.

Rimorchiate sostanzialmente simili alle precedenti per le forme ma più lunghe, con un finestrino in più e una capacità di 36 posti a sedere e 68 in piedi. I sedili interni seguono la disposizione 2+2 e le porte di accesso sono ancora chiuse da cancelletti di tipo tranviario. Sono dotate di porte di intercomunicazione, che sono però tenute chiuse in servizio.
- Gruppo 101-110

Entrate in servizio nel 1941 sono rotabili del tutto innovativi. Lunghe 14 metri con otto finestrini possono trasportare 40 persone a sedere e 65 in piedi. Sono le prime rimorchiate della linea dotate di porte a libretto a comando elettropneumatico con gradino ribaltabile alimentati da un'apposita condotta per l'aria, innovazioni che non consentono l'accoppiamento con nessun'altra rimorchiata dei gruppi precedenti. La trazione è affidata alle motrici 430 (comprese le due ricostruite rinumerate nel gruppo 410), che vengono inizialmente dotate di una terza condotta, oltre le due già presenti per i freni, necessaria per l’alimentazione del serbatoio d’aria per l’azionamento pneumatico delle porte e dei gradini di accesso. Dopo la guerra, l'impianto pneumatico di comando viene modificato e scompare la terza condotta, probabilmente prelevandosi ora l'aria per il serbatoio delle porte dal serbatoio ausiliario del freno automatico. La terza condotta viene eliminata anche dalle motrici ma una, la 431, mantiene il tubo in ferro con l'estremità chiusa da un tappo fino alla demolizione.

## Servizio
Mentre le rimorchiate 100 sono utilizzate a coppie di due con le motrici 430 in composizioni rigide le 080, specie nel periodo più difficile della guerra, vengono utilizzate in composizioni normalmente promiscue con le 050-073. A partire dal 1948, sia per evitare le continue manovre di inversione della motrice ai capilinea di Roma e Grotte Celoni, sia per realizzare convogli di maggiore capacità, le 080 sono intercalate nei treni bidirezionali ottenuti dall’accoppiamento di due motrici del gruppo 200. Dal momento che in ogni convoglio una delle due motrici è stata privata della presa di corrente, ad evitare che i due pantografi erroneamente in presa potessero far ponte nelle intersezioni con la rete tramviaria urbana, le rimorchiate sono attrezzate con un cavo di comando a nove fili e un cavo di trazione, oltre ad una terza condotta per il freno, necessaria per collegare i serbatoi principali delle due motrici, ciascuna delle quali mantiene il proprio compressore. Questa situazione rimane inalterata fino al 1959, quando i due gruppi sono destinati alla costruzione dei treni urbani bloccati tuttora in circolazione. 
Le 080 e le 100 sono gli ultimi rotabili acquistati dalla Società Ferrovie Vicinali prima che la linea venga acquisita dalla STEFER.